# Баруто Кайто
Баруто Кайто  (яп. 把瑠都 凱斗, відомий як Баруто, справжнє ім'я Кайдо Хевельсон)  (5 листопада 1984) — естонський професійний борець сумо. У відставці від 1 вересня 2013 року. Найвищий ранг за кар'єру — одзекі. Сікона «Баруто» походить від японської назви Балтики, «Кайто» — від справжнього імені борця. Нині боєць мішаних бойових мистецтв.

## Кар'єра
Народився в селі Вяйке-Маар'я, але виріс у сусідньому селі Роху, теперішня волость Лаеквере. Його родина володіла тваринницькою фермою і завдяки цьому він з дитинства звик до важкої фізичної праці. Батько помер коли Хевельсону було 16 років і він був змушений працювати викидайлом у нічному клубі, щоб заробити собі на прожиття.
У дитинстві він грав у баскетбол на позиції центрового, а також виграв чемпіонат Естонії з дзюдо. У 15 років спробував себе в аматорському сумо. Призер відкритого чемпіонату Німеччини серед дорослих. У 18 років — чемпіон Естонії з сумо в абсолютній категорії. Протягом певного часу не міг визначитися з професією, не мав достатньо коштів на подальшу освіту. Працював охоронцем. У лютому 2004 року приїхав до Японії за сприяння національної та міжнародної федерацій аматорського сумо. Стажувався в клубі сумо університету Ніхон, потім вступив до школи (Хея) Міхоґасекі, потім перейшов у Оное після її відділення від Міхоґасекі-Бея. Впевнено прогресував, але його швидкий підйом кілька разів переривався через необхідність у лікуванні, зокрема, кілька разів давала про себе знати травма коліна. Після восьми турнірів зумів досягнути дивізіону дзюрьо (поділив третій найшвидший підйом до рівня секіторі від 1958 року, коли ввели теперішній формат шести турнірів на рік). За цей час його рекорд був 41–8.
У березні 2006 року Баруто виграв турнір Хонбасьо в дивізіоні дзюрьо з бездоганним результатом 15–0. Лише вчетверте боєць дзюрьо виграв чемпіонат з таким рекордом і вперше з часів Кітанофудзі Кацуакі, який згодом 1963 року досягнув найвищого рівня йокодзуна. Після такого виступу його перевели до найвищого дивізіону макууті в травні 2006 року. Можливо він досягнув би й стрімкішого зльоту, якби не пропущений через апендицит турнір у листопаді 2005 року. Попри це, його підйом до найвищого дивізіону є другим показником за всю історію сумо.

## Кар'єра у найвищому дивізіоні
У своєму першому турнірі в найвищому дивізіоні Баруто показав сильний результат 11–4 і виграв нагороду канто-сьо (приз за бійцівський дух). Після другого виграшного рекорду в липні й іншого підняття, швидкий зліт Баруто зупинився на рівні маеґасіра 1. Він відмовився від участі у вересневому турнірі через травму, що понизило його позицію до маеґасіра 6 у листопадовому турнірі. Результат 10–5 на тому змаганні підняв його до маеґасіра 3, але Баруто знову зазнав травми на січневому турнірі 2007 року. Там він розірвав anterior cruciate ligament у своєму лівому коліні. Не зміг взяти участь у березневому турнірі й через це понизився до дивізіону дзюрьо. В травні виграв чемпіонат дзюрьо з результатом 14–1 і внаслідок цього одразу ж повернувся до дивізіону макууті в липні на рівень маеґасіра 14 схід. Однак знову травмував коліно в перший день і вирішив знятися зі змагань. Це була вже його третя травма коліна, кожного разу в іншому місці. Баруто відмовився від операції, яка вимагала довгого відпочинку від змагань.
У вересні 2007 року завоював своє третє чемпіонство в дивізіоні дзюрьо з результатом 13–2, попри те що очевидно все ще страждав від проблем з коліном. Цього було достатньо, щоб знову завоювати місце в найвищому дивізіоні на листопадовий турнір. Там він залишався претендентом на чемпіонство аж до останніх днів, у яких зазнав поразки від одзекі Тійотайкая та комусубі Ама. Таким чином він завершив той турнір з результатом 11–4 й удруге був удостоєний Призу за бійцівський дух.

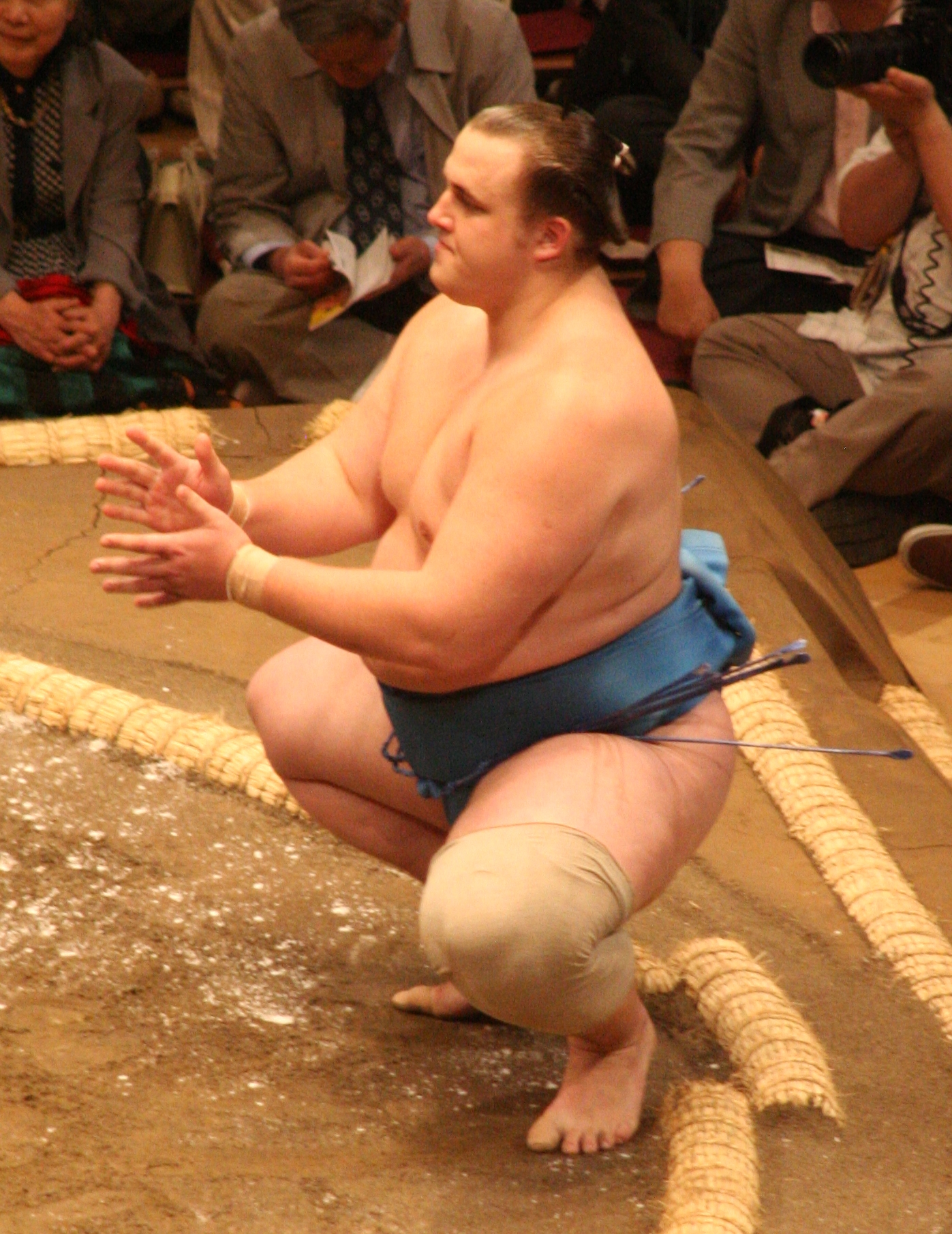
Баруто в травні 2009.

На січневому турнірі 2008 року Баруто показав результат 7–8, уперше в кар'єрі досягнувши фінішу турніру з від'ємним результатом. Набагато краще виступив у березні, поділивши друге місце з 12 перемогами і здобувши черговий Приз за бійцівський дух. На травневому турнірі спромігся здобути лише п'ять перемог і жодної над лідерами рейтингу. У липні показав результат 10–5, гарантувавши собі появу на вересневому турнірі в ранзі комусубі.
На вересневому турнірі невдало стартував, маючи різницю 2–7 після перших дев'яти поєдинків, але зрештою досягнув позитивного результату 8–7. Піднявся до рівня секіваке для листопадового турніру Кюсю Басьо, оскільки західний секіваке Тойоносіма не зміг втримати свою позицію, показавши 6–9 на турнірі Акі Басьо. Показав позитивний результат на своєму дебютному турнірі в ранзі секіваке.
Баруто чудово розпочав січневий турнір 2009 року, вигравши перших шість поєдинків. Однак почав програвати на другий тиждень і завершив з результатом 9–6. На противагу цьому погано розпочав березневий турнір проти сильних суперників і мав лише 3–6 після дев'яти днів, але зберіг свій ранг перемогою касі-косі в останній день. Таким чином став першим секіваке, починаючи з Асасьорю у 2002 році, якому вдалося втримати свій ранг упродовж чотирьох турнірів підряд після дебюту. Втратив свій ранг у травні 2009 року, але виступаючи на позиції маеґасіра 3 в липні показав сильний результат 11–4 і повернувся до комусубі на вересневий турнір. Там він став першим не-йокодзуною від часів Хосі в 1986 році, який переміг п'ять одзекі в одному турнірі. Завершив турнір з результатом 12–3, гарантувавши собі повернення до секіваке, і здобув свій четвертий Приз за бійцівський дух. На наступному турнірі здобув дев'ять перемог.

## Підняття до рівня одзекі
Досяг рівня одзекі після яскравого (14-1) виступу на Хару-басьо 2010 року, він другий одзекі європейського походження, після Котоосю. Відомий постійною посмішкою, а також прагненням не завдати травми супернику — він часто утримує виштовхнутого суперника від падіння з дохьо.
Володіє, крім рідної, естонської мови, ще німецькою, англійською, російською та японською.
У січні 2012 року Барута вперше виграв імператорський кубок, також відзначився трьома перемогами в другій за значимістю лізі дзюрьо, де опинявся кілька разів після травм. Одна з цих перемог — з результатом 15-0. Також має по одній перемозі в 3-му (макусіта), 5-му (дзьонідан) і 6-му (дзьонокуті) дивізіонах сумо.

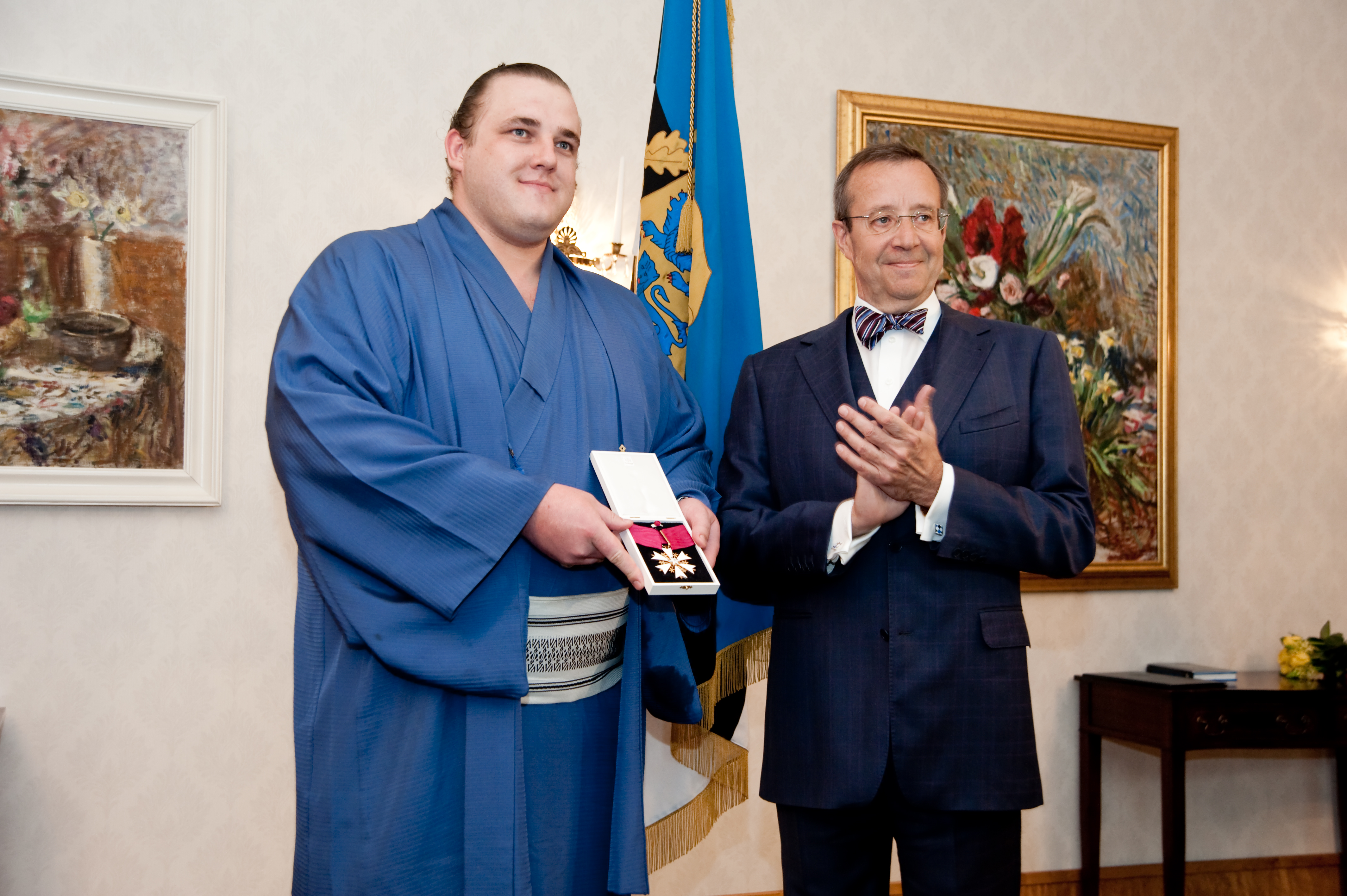
Баруто отримує орден Білої зірки

Навесні 2012 року його нагороджено естонським орденом Білої зірки третього ступеня за внесок у розвиток дружби між естонським і японським народами.
Знявшись з двох поспіль турнірів через травми (у вересні та листопаді 2012 року), Барута втратив звання одзекі. На січневому басьо 2013 року не зміг здобути 10 перемог, необхідних для повернення рангу одзекі, але все ж зафіксував мінімальний катікосі (переважання перемог, 8-7) і залишився в ранзі секіваке. У травні 2013 Барута знову знявся з турніру, оскільки отримав травму коліна, і в липневому бандзуке опустився до рівня 6-го маегасіри, але відновитися до липневого басьо не встиг.
Оголосив про відставку у вересні 2013 року. Відставку він пояснює незалікованою травмою коліна, яка виявилася гіршою, ніж вважали раніше. Після відставки Барута має намір повернутися в Естонію і сприяти популяризації сумо в країні. У лютому 2014 пройшла офіційна церемонія відставки (дампацу-сікі) зі зрізанням жмута волосся на голові.

## Стиль боротьби
Дотримувався силової, наступальної манери боротьби, використовуючи свої неабиякі фізичні можливості. Іноді практикував рідкісний прийом, що вимагає виняткової сили — піднімав суперника в повітря за пояс і ніс за межі дохьо (цурідасі). З березня 2010 року застосовував поперемінні поштовхи руками (цуппарі), що помітно збагатило його стиль і розширило можливості.

## Родина
Одружився 2009 року, дружина — Олена Трегубова, жителька Японії, уродженка Владивостока, донька власниці російського ресторанчика.

## Цікаві факти
- Першу перемогу над йокодзуною він здобув лише з 19-ї спроби в січні 2010 року, перемігши Хакухо кидком сукуінаге. До цього в особистих зустрічах він незмінно програвав і Хакухо, і Асасьорю. Його особистий рахунок проти йокодзун 3:36 (0:9 з Асасьорю, 3:25 з Хакухо, 0:2 з Харумафудзі (після того, як той здобув звання йокодзуни)).

## Результати
| Рік у сумо | Січень Хацу басьо, Токіо          | Березень Хару басьо, Осака                     | Травень Нацу басьо, Токіо     | Липень Нагоя басьо, Нагоя                    | Вересень Акі басьо, Токіо          | Листопад Кюсю басьо, Фукуока               |
| --- | --------------------------------- | ---------------------------------------------- | ----------------------------- | -------------------------------------------- | ---------------------------------- | ------------------------------------------ |
| 2004 | x                                 | x                                              | (Маедзумо)                    | Схід Дзьонокуті #40 7–0 Чемпіон              | Схід Дзьонідан #30 7–0–PPP Чемпіон | Захід Санбамме #33 5–2                     |
| 2005 | Схід Санбамме #6 6–1              | Захід Макусіта #32 5–2                         | Схід Макусіта #22 6–1         | Захід Макусіта #6 5–2                        | Захід Дзюрьо #14 12–3              | Захід Дзюрьо #4 Знявся через травму 0–1–14 |
| 2006 | Захід Макусіта #3 6–1–PPP Чемпіон | Схід Дзюрьо #11 15–0 Чемпіон                   | Захід Маеґасіра #11 11–4 Д    | Захід Маеґасіра #4 9–6                       | Схід Маеґасіра #1 4–7–4            | Захід Маеґасіра #6 10–5                    |
| 2007 | Захід Маеґасіра #3 2–2–11         | Захід Маеґасіра #13 Знявся через травму 0–0–15 | Захід Дзюрьо #11 14–1 Чемпіон | Схід Маеґасіра #14 0–2–13                    | Захід Дзюрьо #9 13–2 Чемпіон       | Схід Маеґасіра #16 11–4 Д                  |
| 2008 | Захід Маеґасіра #6 7–8            | Схід Маеґасіра #7 12–3 Д                       | Захід Маеґасіра #1 5–10       | Захід Маеґасіра #5 10–5                      | Схід Комубусі #1 8–7               | Захід Секіваке #1 9–6                      |
| 2009 | Схід Секіваке #1 9–6              | Схід Секіваке #1 8–7                           | Схід Секіваке #1 4–11         | Захід Маеґасіра #3 11–4                      | Схід Комубусі #1 12–3 Д            | Схід Секіваке #1 9–6                       |
| 2010 | Схід Секіваке #1 12–3 В           | Схід Секіваке #1 14–1 ДТ                       | Захід Одзекі #3 10–5          | Схід Одзекі #1 8–7                           | Схід Одзекі #2 9–6                 | Захід Одзекі #1 11–4                       |
| 2011 | Захід Одзекі #1 9–6               | Турнір скасували 0–0–0                         | Схід Одзекі #2 10–5           | Схід Одзекі #1 11–4                          | Захід Одзекі #1 10–5               | Схід Одзекі #1 11–4                        |
| 2012 | Схід Одзекі #1 14–1               | Схід Одзекі #1 10–5                            | Захід Одзекі #1 9–6           | Схід Одзекі #2 9–6                           | Захід Одзекі #2 1–3–11             | Схід Одзекі #3 1–2–12                      |
| 2013 | Захід Секіваке #1 8–7             | Захід Секіваке #1 9–6                          | Захід Секіваке #1 3–5–7       | Схід Маеґасіра #6 Знявся через травму 0–0–15 | Схід Дзюрьо #3 Відставка –         | x                                          |
| Результат наведений як переміг-програв-знався Перемога Малий кубок Відставка Не виступав у макууті Спеціальні призи: Д=За бойовий дух (Канто-сьо); В=За видатний виступ (Сюкун-сьо); Т=За технічну досконалість (Гіно-сьо) Ще показані: ★=Кімбосі; P=Участь у додатковому фіналі Ліги: Макууті — Дзюрьо — Макусіта — Сандамме — Дзьонідан — Дзьонокуті Рівні макууті: Йокодзуна — Одзекі — Секіваке — Комусубі — Маегасіра |                                   |                                                |                               |                                              |                                    |                                            |